# 남상국 (1965년)
남상국(1965년 ~ )은 대한민국의 영화 감독이다.

## 학력
- 부산 경성대학교 영화연출 학사
- 부산 경성대학교 대학원 영화연출 석사

## 작품

### 감독
- 1994년 단편영화 《도시의 플루토》 - 감독
- 1995년 영화 《돌려차기》 - 감독, 각본

### 기타
- 1994년 《장미빛 인생》 - 연출부

## 수상
- 2001년 제6회 부산 국제 영화제 NDIF수상